# Il bosco degli amanti
Il bosco degli amanti è il primo album del cantautore italiano Ron, che all'epoca si faceva ancora chiamare Rosalino Cellamare, pubblicato alla fine di febbraio 1973.

## Descrizione
Dopo aver inciso alcuni 45 giri, grazie anche al successo de Il gigante e la bambina, con cui aveva partecipato ad Un disco per l'estate 1971, la It dà la possibilità a Rosalino di incidere il suo primo album.
L'unico brano già noto è la favola Principessa, già incisa da Gianni Morandi e da lui presentata ad Un disco per l'estate 1972 con poco successo, che viene anche incisa in svedese da Annifrid Lyngstad (futura componente degli ABBA) con il titolo Ska Man Skratta Eller Gråta e, anni dopo, vedrà una bella interpretazione di Angelo Branduardi'.
La canzone che dà il titolo al disco, Il bosco degli amanti (uguale al titolo in italiano di un film di Claude Autant-Lara del 1960), viene pubblicato qualche mese dopo sul 45 giri Il bosco degli amanti/Questa casa questo cuore, e racconta in maniera metaforica la storia di un aborto clandestino (il testo è scritto dal paroliere calabrese Umberto Donato),
La copertina dell'album raffigura un disegno in bianconero di Rosalino che sovrasta una serie di palazzi cittadini.
Il disco, come molti altri della It, fu registrato allo Studio 38 dell'Apollo di Roma (casa discografica di proprietà di Edoardo Vianello); gli arrangiamenti e la produzione sono curati da Lucio Dalla.
Nella copertina non sono citati i musicisti, tranne Marcella Bartoli, voce femminile nella title track, e le Baba Yaga nei cori; è però presumibile che lo stesso Rosalino suoni le chitarre e le tastiere.
Oltre a quelle già citate, tra le canzoni possiamo citare Da sabato a lunedì, che descrive in maniera delicata la vita di una prostituta e che musicalmente ha un finale di organo con influssi progressive, Radar, storia di un cieco che è caratterizzata da un arrangiamento sperimentale, Senza sogni, senza amici, senza casa, ballata country, e Non svegliarti, che è invece una canzone d'amore.
Questo album non è mai stato ristampato in CD.

## Tracce

### Lato A
1. Il bosco degli amanti (testo di Umberto Donato; musica di Rosalino Cellamare) - 3:46
2. Confuso è poco (testo di Gianfranco Baldazzi; musica di Rosalino Cellamare) - 4:35
3. Da sabato a lunedì (testo di Gianfranco Baldazzi; musica di Lucio Dalla e Rosalino Cellamare) - 4:58
4. Le colombe e i serpenti (si sposano al tramonto) (testo di Paola Pallottino; musica di Rosalino Cellamare) - 3:13
5. Non svegliarti (testo di Gianfranco Baldazzi; musica di Rosalino Cellamare) - 4:10

### Lato B
1. Principessa (testo di Sergio Bardotti e Gianfranco Baldazzi; musica di Rosalino Cellamare) - 4:16
2. Leggende d'Oltrepo' (testo di Gianfranco Baldazzi; musica di Rosalino Cellamare)  - 3:38
3. Radar (testo di Gianfranco Baldazzi; musica di Rosalino Cellamare) - 4:55
4. Senza sogni, senza amici, senza casa (testo di Gianfranco Baldazzi; musica di Rosalino Cellamare)  - 4:48
5. Rosa d'amore (testo di Gianfranco Baldazzi; musica di Rosalino Cellamare) - 2:36

## Formazione
- Rosalino Cellamare - voce, chitarra, tastiera